# (2545) Verbiest
(2545) Verbiest ist ein Asteroid des Hauptgürtels, der am 26. Januar 1933 vom belgischen Astronomen Eugène Joseph Delporte in Ukkel entdeckt wurde.
Benannt ist der Asteroid nach dem belgischen Missionar und Astronomen Ferdinand Verbiest.